# Headhunter (jeu vidéo)
Pour l’article homonyme, voir Headhunter.
Headhunter est un jeu vidéo d'action-aventure développé par Amuze et publié par Sega en 2001 sur Dreamcast. Il a été adapté sur PlayStation 2 en 2002.
Selon John Kroknes, directeur créatif chez Amuse, le jeu a été fortement influencé par les films d'action des années 1980 et les films de science-fiction de Paul Verhoeven. 
Dans l'ensemble, le gameplay est celui d'un jeu de tir à la troisième personne depuis le personnage Jack Wade. Jack se déplace entre les niveaux sur sa moto avec des phases de jeu de courses.
Le jeu a connu une suite, Headhunter: Redemption, sorti en 2004 sur PlayStation 2 et Xbox.

## Trame
Dans un monde futuriste similaire à Los Angeles, les criminels purgent des peines de prison dans lesquelles ils se font retirer leurs organes internes afin que ceux-ci soient transplantés aux personnes plus riches de la société. Les Headhunters et l'organisation ACN sont derrière cette loi. Afin de réduire les dommages sur les organes, l'usage d'arme à feu est proscrit lors des arrestations et remplacé par des armes à projectiles électriques. 
Le jeu débute avec Jack Wade qui s'échappe d'un laboratoire secret, tombe inconscient, et se réveille finalement à l'hôpital où il apprend qu'il souffre d'amnésie. 
Le scénario du jeu progresse à travers des cinématiques FMV standards, des publicités de propagande et des émissions de nouvelles satiriques. 

## Développement
La musique orchestrale du jeu est composée par Richard Jacques et enregistrée aux studios Abbey Road, une première pour un jeu vidéo.

## Distribution
- Jack Wade : James Livingstone
- Angela Stern : Holley Chant
- Ramirez : John Moraitis
- Greywolf : John Moraitis
- Zweiberg : Rupert Degas
- Redwood : Rupert Degas
- Chief Hawke : Don Fellows
- Alan Sharpe : Paul Goodwin
- Stella (LEILA) : Maggie Clews
- Bill Waverley : Mark Caven
- Kate Glosse : Lorelei King
- Autres personnages : Jay Benedict, Jonathan Kydd (en), Rupert Degas, Jan Ravens (en)